# 绒毛漆
绒毛漆（学名：Toxicodendron wallichii）为漆树科漆属的植物。分布在尼泊尔、印度以及中国大陆的西藏等地，生长于海拔1,850米至2,400米的地区，多生于常绿阔叶林中，目前尚未由人工引种栽培。

## 异名
- Toxicodendron wallichii (Hook. f.) O. Kuntze var. microcarpum C. C. Huang ex T. L. Ming